# Provincia de Kasai Oriental
Kasai Oriental es una de las veintiséis provincias de la República Democrática del Congo. Especificado bajo el artículo 2 de la Constitución de 2005, la nueva provincia finalmente se creó en 2015 a partir del distrito de Tshilenge y la ciudad de Mbuji-Mayi administrada de forma independiente, ambas parte de la anterior provincia Kasai Oriental. El territorio de la nueva provincia corresponde a la histórica provincia de Kasai del Sur que existió en el período postcolonial temprano de la República Democrática del Congo, entre 1963 y 1966.
La capital de la provincia es Mbuji-Mayi, anteriormente Bakwanga, en el río Sankuru.

## Historia

La provincia antes de 2015

Kasai Oriental está habitada por miembros de la tribu luba. El Congo obtuvo su independencia de Bélgica en 1960. La fricción con los otros grupos étnicos del Congo y el estímulo de las corporaciones belgas con la esperanza de mantener sus concesiones mineras llevaron a la secesión de la provincia de Kasai del Sur como un estado separado encabezado por Albert Kalonji.
Después de ser repelido, el Congo ocupó la provincia en septiembre de 1961. Varios miles de personas fueron asesinadas durante la "pacificación" de Kasai del Sur, que duró hasta la primavera de 1962.
La población de Mbuji-Mayi creció rápidamente con la inmigración de personas luba de otras partes del país.
Kasai Oriental fue una de las once provincias de la República Democrática del Congo entre 1966 y 2015, cuando se dividió en la nueva y más pequeña provincia de Kasai-Oriental, las provincias de Lomami y Sankuru. En ese periodo limitaba con las provincias de Kasai Occidental al oeste, Équateur al noroeste, Oriental al noreste, Maniema al este y Katanga al sur.

## Minería de diamantes
La región en la que se encuentra Mbuji-Mayi produce anualmente una décima parte del peso de los diamantes industriales del mundo, y la minería es administrada por la Société Minière de Bakwanga. Esta es la mayor acumulación de diamantes en el mundo, más concentrada que las de Kimberley (Sudáfrica). Mbuji-Mayi maneja la mayoría de los diamantes industriales producidos en el Congo.

## Divisiones administrativas
La provincia consta de los siguientes cinco territorios:
- Kabeya-Kamwanga
- Katanda
- Lupatapata
- Miabi
- Tshilenge